# 그리고 우린 춤을 추었다
《그리고 우린 춤을 추었다》(조지아어: და ჩვენ ვიცეკვეთ, 프랑스어: Et puis nous danserons, 영어: And Then We Danced)는 프랑스, 스웨덴, 조지아에서 제작된 레반 아킨 감독의 2019년 드라마 영화이다. 레반 겔바키아니 등이 주연으로 출연하였고 케이티 다넬리아 등이 제작에 참여하였다. 2019년 칸 영화제의 Directors' Fortnight 부문에서 초연되었으며 여기서 15분 간 기립박수가 이어졌다. 그 해 가장 좋은 평가를 받은 칸 영화들 가운데 하나였다.

## 출연
- 레반 겔바키아니 - 메라비 역
- 바치 발리시빌리 - 이라클리 역
- 아나 자바히슈빌리 - 메리 역
- 조르지 체레텔리 - 다비드 역
- 마리카 고기차이슈빌 - 노나 할머니 역
- 카카 고지제 - 알레코 역
- 타마르 부크니카슈빌리 - 테오나 역
- 레반 가브라바 - 루카 역
- 니노 가비소니아 - 니누차 역
- 아나 바크하라제 - 소포 역
- 알레코 베갈리시빌리 - 로셉 역
- 마테 키다셸리 - 마테 역